# Proceso de estandarización de criptografía postcuántica del NIST
El Proceso de estandarización de criptografía postcuántica del NIST es un concurso organizado por el NIST para actualizar sus estándares e incluir Criptografía postcuántica en dos categorías: para firma digital y para cifrado e intercambio de claves (PKE/KEM).. El proceso actualmente está en la tercera ronda y tiene se han elegido 7 algoritmos finalistas, 4 para PKE/KEM y 3 para firma digital. Además, se ha elegido 8 candidatos de reserva, 5 para PKE/KEM y 3 para firma digital. De los 4 finalistas de PKE, 3 son basados en retículos y 1 está basado en código. De los 3 finalistas de firma digital, 2 están basados en retículos y 1 en esquemas multivariable.
Una de las dificultades del proceso de selección es que no existe un ganador claro. Cada tecnología o algoritmo tiene sus ventajas e inconvenientes. Por ejemplo, los esquemas basados en códigos llevan 40 años siendo estudiados y resisten a los ataques, pero tienen un tamaño de clave casi prohibitivo.

## Proceso
En 2012 el NIST creó un grupo de trabajo sobre criptografía post-cuántica motivado por los avances de la computación cuántica y las amenazas que dicho avance suponen para las TIC. En 2016 el NIST, siguiendo indicaciones de la NSA de 2015, lanzó un concurso abierto, que buscaba la colaboración y el consenso de todos los sectores académicos e industriales involucrados, para la selección de estándares de criptografía post-cuántica en dos categorías: para firma digital y para cifrado e intercambio de claves (PKE/KEM). En este caso se espera que sean elegidos varios estándares de varias tecnologías, en parte por las dificultades técnicas y también por la necesidad de prever futuros ataques cuánticos a las diferentes tecnologías.
La presentación de candidaturas se cerró en noviembre de 2017. En abril de 2018, en la conferencia de Fort Lauderdale, se presentaron las 64 propuestas que pasaron a la primera ronda. Las tecnologías matemáticas usadas en estas propuestas fueron: retículos (26), códigos correctores de errores (19), multivariable (9) y 10 de otras varias (hash, isogenias...).
El 30 de enero de 2019 se anunciaron los 26 algoritmos que pasaban a la segunda ronda. Entre ellos había algoritmos de retículos (12), códigos correctores de errores (7), multivariable (4) y 3 de otras varias (hash, isogenias...)
En agosto de 2019, en Santa Bárbara (California), se celebró la segunda conferencia y en ella se discutieron distintos aspectos de los candidatos para la selección de los finalistas.
En julio de 2020, el NIST anunció los candidatos que pasaban a la ronda final o tercera ronda . Se elegían 7 algoritmos finalistas, 4 para PKE/KEM y 3 para firma digital. Además, se elegían 8 candidatos de reserva, 5 para PKE/KEM y 3 para firma digital. De los 4 finalistas de PKE, 3 son basados en retículos y 1 está basado en código. De los 3 finalistas de firma digital, 2 están basados en retículos y 1 en esquemas multivariable.
En junio de 2021 se realizó de forma virtual la tercera conferencia. En ella se realizaron actualizaciones de algunos algoritmos y discusiones sobre implementación, rendimiento y seguridad de los distintos candidatos. También se expresaron varias preocupaciones de propiedad intelectual ya que, aunque el NIST tiene declaraciones firmadas de los grupos presentadores que aclaran cualquier reclamo legal, todavía existe la preocupación de que terceros puedan presentar reclamos. NIST afirma que tendrán en cuenta tales consideraciones al elegir los algoritmos ganadores.
Se espera que los ganadores se anuncien entre 2022 y 2024.

## Participantes
En la evaluación de la seguridad y las prestaciones de los candidatos participan cientos de investigadores de universidades y empresas a través del foro del NIST, que cuenta con unos 1.300 miembros. En este foro se recogen las aportaciones, sugerencias e ideas sobre el proceso y las necesidades de las empresas según los diferentes usos. Por ejemplo, hay un consenso en que no hay necesidad de terminar el proceso rápidamente y sobre cómo debe de ser el proceso de transición de los esquemas actuales a los post-cuánticos. También se discuten cuáles pueden ser los puntos fuertes y débiles de cada propuesta. Por ejemplo, se prevé que para el despliegue de estos sistemas va a ser más crítico el uso del ancho de banda que la potencia de cálculo.
En este proceso de búsqueda de estándares participan otros organismos y comités de estándares, la mayoría de los cuales hacen su trabajo en coordinación con el concurso del NIST. Por ejemplo, entre los organismos sectoriales está el ISO, ITU-T SC 17, IETF y X9 (Financial Industry Standards). A nivel europeo está el ETSI y ENISA.